# Plawenntal

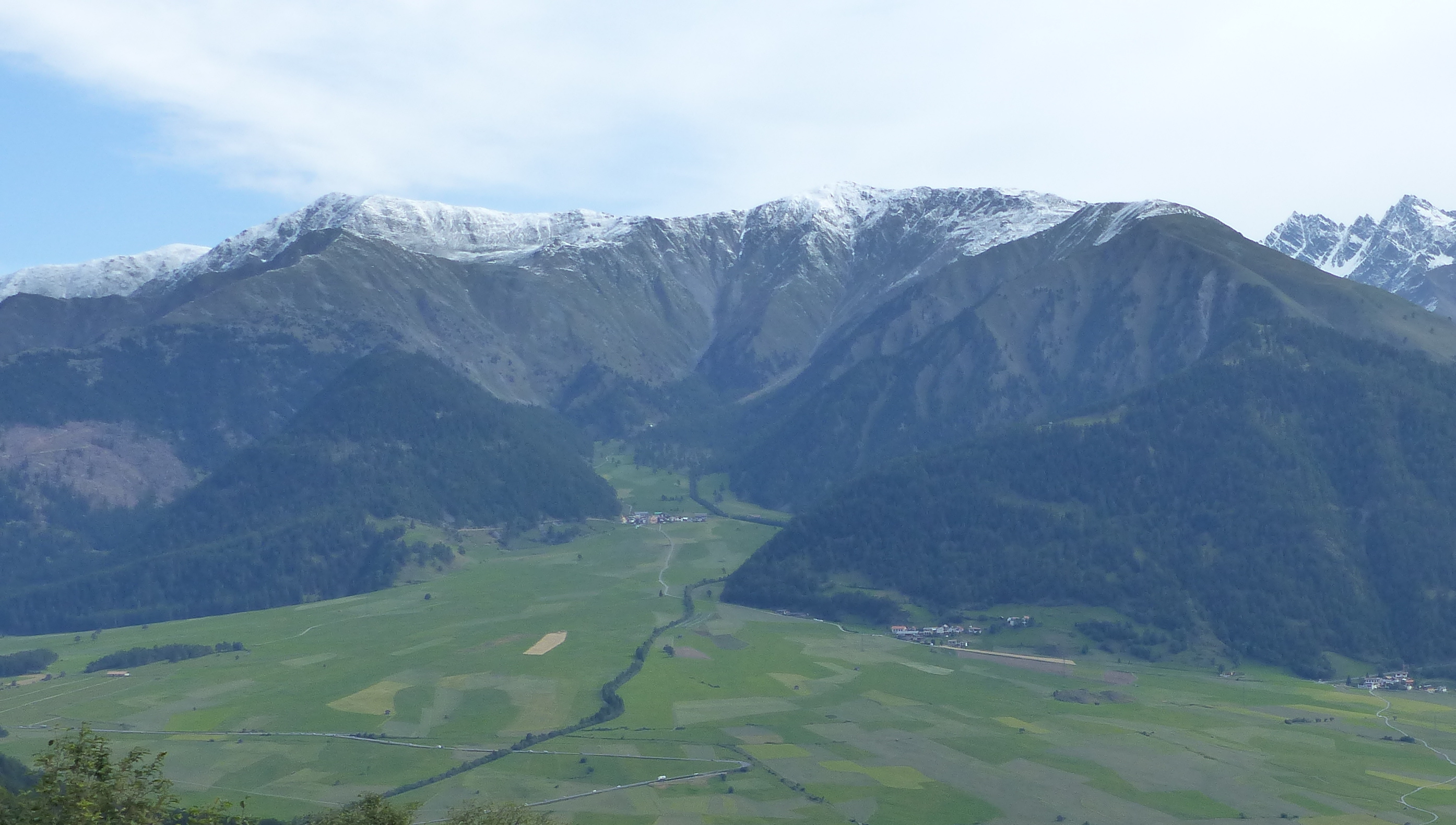
Blick auf die Malser Haide und das kurze Plawenntal

Das Plawenntal, auch einfach Plawenn genannt, ist ein kurzes, orographisch linkes Seitental des Vinschgaus bzw. oberen Etschtals in Südtirol. Es zweigt an der Malser Haide in nordöstliche Richtung ab und führt parallel zum südlich gelegenen, allerdings deutlich längeren Planeiltal in die Planeiler Berge hinein, eine Untergruppe der Ötztaler Alpen. Dominiert wird der Talschluss vom 2909 m hohen Mittereck. Entwässert wird das Tal vom Plawenner Bach, der in die Etsch mündet. Die einzige Ortschaft des Tals ist Plawenn auf 1730 m Höhe nahe dem Talausgang. Administrativ gehört das gesamte Plawenntal zur Gemeinde Mals.